# Porto de Ana Chaves
O porto de Ana Chaves, também chamado de porto de São Tomé, é um porto santomense localizado na cidade de São Tomé, no distrito de Água Grande. Ele é conectado ao Forte de São Sebastião e ao bairro de Ponta Mina, no centro histórico da capital. Encontra-se na baía Ana Chaves que está separada do oceano Atlântico pela ponta Diogo Nunes (ou ponta Gâmboa) e pela ponta de São Sebastião.
O porto pertence ao governo santomense, sendo este o responsável por sua administração por meio da empresa pública Enaport. A Enaport foi instituída para administrar a licença de terminais para carga e descarga, além de terminal de passageiros. A Enaport, que em 2009 chegou a ser responsável pela geração de 70% do orçamento governamental, entrou em recuperação judicial, em 2019, em virtude do alto endividamento, ficando hipotecada por 10 anos. Parte do endividamento se deu após a aquisição de uma embarcação portuguesa chamada "Liberdade", em mal estado e que necessita de constantes reparos.
Junto aos portos de Santo António (Pagué) e Neves (Lembá), formam os maiores complexos portuários do país. É o maior e mais movimentado porto do país, sendo também o único de calado médio. Anteriormente chegou a ser de calado profundo, mas a falta de dragagem da baía diminuiu sua capacidade de carga.
A característica insular do país dá a esse porto local de destaque no povoamento, colonização e independência do país; seu surgimento, em 1493, converge com o próprio início da habitação das ilhas. Porém, foi somente na década de 1950 que o porto foi definitivamente estruturado, sendo sucessivas vezes reformado para se adequar à crescente demanda de cargas da nação. A última grande reforma feita foi em 2009, patrocinada pela estatal angolana Sonangol.
Sua ligação de escoamento importante é feita pelas avenidas Marginal 12 de Julho e Marginal Ana Chaves.